# Ivànovka (Khvalinsk)
Ivànovka - Ивановка (rus) - és un poble a l'óblast de Saràtov, a Rússia, segons el cens del 2010 tenia 253 habitants. Pertany al districte municipal de Khvalinsk.